# Drapeau du Benelux

Autre version.

Le drapeau du Benelux est un drapeau non officiel. Il a été demandé par la Commission pour la coopération néerlando-belgo-luxembourgeoise en 1951. Il combine différents éléments. La bande rouge vient du drapeau du Luxembourg, la bande bleue de celui des Pays-Bas et la bande noire de celui de la Belgique. Le lion représente le Benelux dans son ensemble, puisque chaque nation possède un blason avec un lion, le Leo Belgicus regardant à gauche ; mais ils sont représentés avec des griffes rouges tandis que celui du Benelux en a des blanches.